# Моссоро
Жозе Марсио да Коста (порт. José Márcio da Costa; 4 июля 1983 года, Мосоро), более известный как Моссоро (порт. Mossoró), бразильский футболист, играющий на позиции полузащитника.

## Клубная карьера
Моссоро начинал свою карьеру футболиста в клубе «Паулиста», в составе которого он в 2004 года стал вице-чемпионом штата Сан-Паулу, а в 2005 году выиграл Кубок Бразилии.
В начале сентября 2005 года Моссоро стал игроком бразильского «Интернасьонала». 18 сентября 2005 года он дебютировал в бразильской Серии А, выйдя на замену в конце домашнего поединка против «Атлетико Паранаэнсе». 16 ноября того же года Моссоро забил свой первый гол в рамках Серии А, ставший единственным и победным в домашней игре с «Бразильенсе». Весной 2006 года он провёл несколько встреч в рамках Кубка Либертадорес 2006, победителем которого в итоге стал «Интернасьонал».
Сезон 2007/08 Моссоро на правах аренды выступал за португальский «Маритиму». В начале июля 2008 года он подписал контракт с португальской «Брагой», в которой играл следующие 5 лет. В 2011 году Моссоро вместе с командой достиг финала Лиги Европы, в котором он появился на поле после перерыва.
Сезон 2013/14 Моссоро провёл в саудовском «Аль-Ахли». В конце августа 2014 года он перешёл в турецкий «Истанбул Башакшехир». 26 октября 2014 года Моссоро сделал дубль в домашнем матче против «Галатасарая».

## Достижения
«Паулиста»
- Обладатель Кубка Бразилии (1): 2005

 «Интернасьонал»
- Обладатель Кубка Либертадорес (1): 2006

 «Брага»
- Финалист Лиги Европы УЕФА (1): 2010/11
- Обладатель Кубка португальской лиги (1): 2012/13